# Otakar Španiel

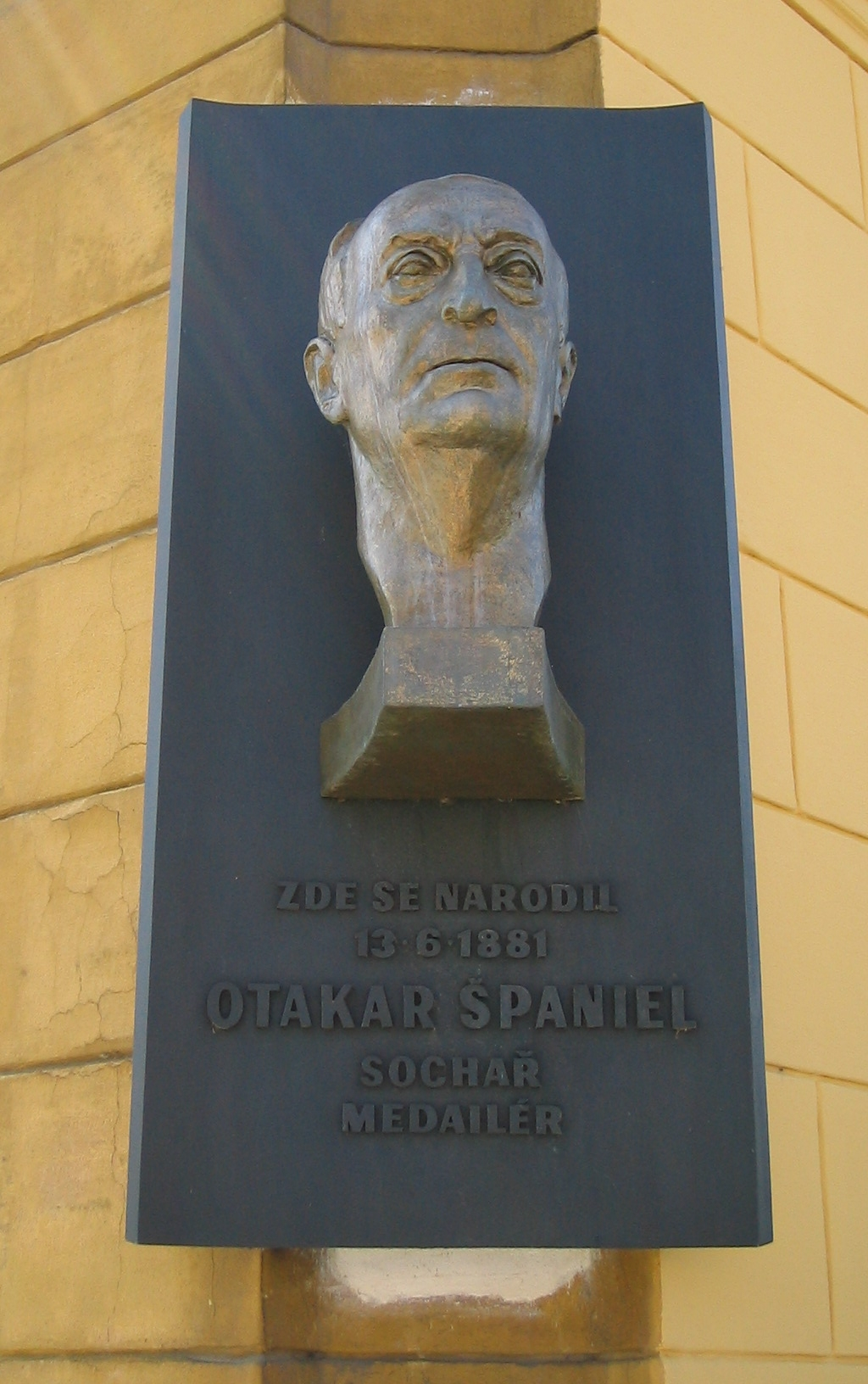
Die Gedenktafel am Geburtshaus in Jaroměř, Böhmen

Otakar Španiel (* 13. Juni 1881 in Jaroměř; † 15. Februar 1955 in Prag) war ein tschechischer Bildhauer, Medailleur und Schnitzer.

## Leben
Seine Ausbildung erhielt er an der Fachschnitzerschule in Jablonec nad Nisou. 1901 absolvierte er sein Studium bei Professor Josef Tautenhayn an der Medailleurschule der Wiener Akademie. 1902 bis 1904 studierte er unter Leitung von Josef V. Myslbek an der Akademie der Bildenden Künste, Prag. Seine künstlerische Ausbildung beendete er bei Alexandre Charpentier in Paris.
Der Aufenthalt in Frankreich prägte schließlich seinen persönlichen Stil und seine weitere Entwicklung, genauso wie seine Freundschaft mit Antoine Bourdell. 1917 wurde er zum Professor an der Hochschule für Angewandte Kunst UMPRUM in Prag ernannt und 1919 zum Professor an der Akademie der Bildenden Künste.
Während der Zeit des Nationalsozialismus wurde er im Konzentrationslager inhaftiert.
Sein Bruder war der tschechoslowakische General Oldřich Španiel, der nach der Besetzung seines Landes die Tschechoslowakei verließ und von 1944 bis 1946 die Armeekanzlei des Präsidenten Edvard Beneš leitete.

## Werke

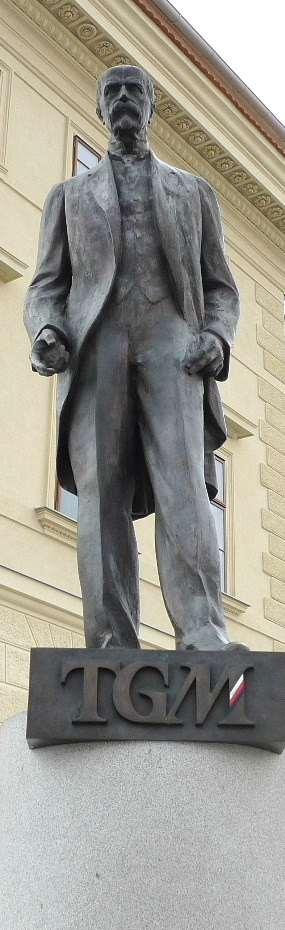
Otakar Španiel: Denkmal Tomáš Garrigue Masaryk (1931/2000) – auf dem Hradschiner Platz in unmittelbarer Nähe zur Prager Burg

Sein Werk geht in Richtung Jugendstil, wobei der Einfluss von Myslbek sichtbar wird. Zu Beginn widmete er sich klassischer Bildhauerei und außer traditionellen Aktthemen (Badende Frau, 1906, Frau im Kurbad, 1908) widmete er sich dem Thema Sportler (Fußballer, Springer, 1908). Nach seiner Rückkehr aus Paris war Einfluss Bouredells sichtbar (Tänzerin, 1915, Mädchen mit Schlüpfer, 1916). Nach dem Ersten Weltkrieg wendete er sich dem Neoklassizismus zu und wurde einer der führenden Vertreter dieser Richtung. Er widmete sich der Schaffung von Medaillen, Münzen, Plaketten und Bildnissen. Sein bekanntestes Werk war die 1-Kronen-Münze aus dem Jahr 1921, daneben aber auch 10-, 20, 50-Heller, der „Heilig-Wenzel-Dukat“ und „Dukat der Goldgrube Roudná“. Einzigartig sind auch seine Gedenkmünzen für die Karls-Universität oder die Erinnerungsplakette zur Grundsteinlegung des Nationaltheaters.
Daneben schuf er Büsten berühmter Persönlichkeiten wie Jan Evangelista Purkyně, Jaroslav Vrchlický, Max Švabinský, Josef Mánes, Bedřich Smetana, Alois Jirásek, Mikoláš Aleš, Jože Plečnik, Josef Suk oder Karel Kovařovic. Seine bekanntesten Denkmäler sind das Denkmal des Tomáš Garrigue Masaryk, des Josef Mánes und ein Teil der westlichen Stirnseite des Veitsdoms.

## Anerkennungen
1927 wurde er zum Mitglied der Akademie der Wissenschaften, nach dem Zweiten Weltkrieg Laureat des Staatspreises, die Auszeichnung „Verdienter Künstler“ und weitere Würdigungen bei nationalen und internationalen Ausstellungen. In Prag wurden nach ihm eine Straße und eine Grundschule benannt.